# Force Inc. Music Works
Force Inc. Music Works (sovint abreujat simplement Force Inc. o FIM) va ser un segell discogràfic alemany en el camp de la música electrònica. Force Inc. va publicar nombroses influències estilístiques de versions d'artistes com Alec Empire, DJ Tonka i Ian Pooley (T'N'I, Space Cube), Hanin Elias, Biochip C., Wolfgang Voigt (Love Inc., Mike Ink, Strass), Ultrahigh, Dr. Walker, Cristian Vogel, Subsonic 808, Porter Ricks, Dj Rush, Welt in Scherben, Rob Acid, Mathias Schaffhäuser, Akufen i Vladislav Delay. Més de 200 àlbums, singles i Extended play van ser alliberats fins a l'acabament del segell discogràfic en l'any de 2004.

## Història
Force Inc. Music Works va ser fundada per Achim Szepanski a Frankfurt al setembre de 1991. La filosofia del segell discogràfic va ser dominada per la Underground Resistance, que també sempre s'entén el seu treball com una declaració en contra de les principals majors que dominen la indústria musical i va destacar amb les seves publicacions sobre els mals socials. Des de l'inici, Szepanski posa el segell discogràfic com una motivació política, crítica social i l'antítesi intel·lectual en l'escena Techno suposadament hedonista. Així va aparèixer amb Alec Empire SuEcide Pt.2 (FIM 029, 1992) i que conté la peça de caça (Nazis!) o la compilació Destroy Deutschland! (FIM 034, 1993) Declaracions contràries a principis de la dècada de 1990 una altra vegada emergeixen revoltes racials a Mölln, Rostock i Hoyerswerda.
En les entrevistes, Szepanski referit sovint a les teories postestructuralistes i, en particular, el treball de Mille Plateaux, el filòsof Gilles Deleuze i el psicoanalista Félix Guattari. El segell discogràfic Mille Plateaux també fundat per Achim Szepanski, el 1994 es va traslladar al seu nom i el concepte directament de la idea del rizoma. L'enfocament d'Szepanskis, i per tant, la delimitació de Force Inc. a la resta de l'escena Techno, però també van ser titllats d'"elitista" i "massa acadèmica".
La política de publicació del segell discogràfic era un fort enfocament en les innovacions musicals. Així van aparèixer algunes de les primeres publicacions alemanyes en àmbits com Jungle, Techno hardcore, Breakcore, IDM o Clicks & Cuts, en Force Inc. o els seus subsegells.
El 1993 va aparèixer la primera part de la sèrie de compilacions de sons, fins a l'any 2000, van aparèixer un total de 15 episodis.
La centèsima publicació de la FIM 100 va ser publicat com recopilatori de triple vinil amb pistes seleccionades de Force Inc. de l'artista de l'any 1996.
Entre el 2000 i el 2003, la companyia es va expandir a l'Amèrica del Nord i sud d'Europa, i va arribar amb un acord de cooperació amb l'empresa espanyola R.S.M. Després que les vendes de l'EFA a l'any 2004, es va declarar en fallida, i Force Inc. va haver de cessar les seves operacions a causa de la pèrdua d'ingressos. A finals del mateix any es va fundar, a Berlín, Szepanski amb Disco Inc. un nou subsegell discogràfic de Force Inc., anteriorment aparegut en les escasses publicacions i aconseguint encara més la importància de Force Inc.